# 諏訪神社停留場
諏訪神社停留場（日语：／ Suwa-jinja teiryūjō */?），又稱諏訪神社電車站，是位於長崎縣長崎市出來大工町，長崎電氣軌道螢茶屋支線的電車站。車站編號為39。
長崎宮日節的會場鎮西大社諏訪神社最接近此電車站。

## 歷史
此電車站在1920年（大正9年），隨著長崎電軌第三期線櫻町至馬町之間開通，馬町停留場（日语：／）啟用。當時為終點站，在1922年（大正11年）於電車站附近開設車廠。
在1934年（昭和9年），電車站延長至螢茶屋。馬町停留場同時廢止，該電車站遷移至諏訪神社下停留場（日语：／）。在1936年（昭和11年）改名為諏訪神社前停留場（日语：／）。在2018年（平成30年）為了明確標示醫院位置，因此刪去「前」字，改名為諏訪神社停留場。

### 年表
- 1920年（大正9年）7月9日 - 櫻町至馬町之間開通[3]。馬町停留場啟用[4][6]。
- 1922年（大正11年）3月24日 - 馬町車廠落成[8]。
- 1934年（昭和9年）
  - 8月27日 - 長崎電軌總站遷移至出來大工町[9]。
  - 10月25日 - 馬町車廠關閉[8]。
  - 12月20日 - 馬町至螢茶屋之間開通[3]。在走路變更下，馬町停留場廢止[4]，在新線上新設諏訪神社下停留場[6]。
- 1936年（昭和11年）9月 - 電車站改名為諏訪神社前停留場[6]。
- 1969年（昭和44年）5月17日 - 總部遷移至大橋町[9]。
- 1986年（昭和61年）2月21日 - 電車站。遷移至螢茶屋一方[4]。
- 2018年（平成30年）8月1日 - 電車站改名為諏訪神社停留場[7][10]。

## 電車站構造
電車站是建造在共用行車道上。電車站設有2面2線的低地台相對式月台。北邊為螢茶屋方向月台，南邊為西濱町、長崎站前方向月台。附近馬町路口處曾經設有行人過路處，後來隨著解決交通擠擁，兩月台現時只可連接行人隧道。
在戰前，月台上只有安全島，只有少數電車站設有該設備，在戰時的命令下把安全島一度撤走。

### 運行系統
此電車站是螢茶屋支線電車站之一。當中2、3、4、5系統駛入該電車站。

### 馬町車廠

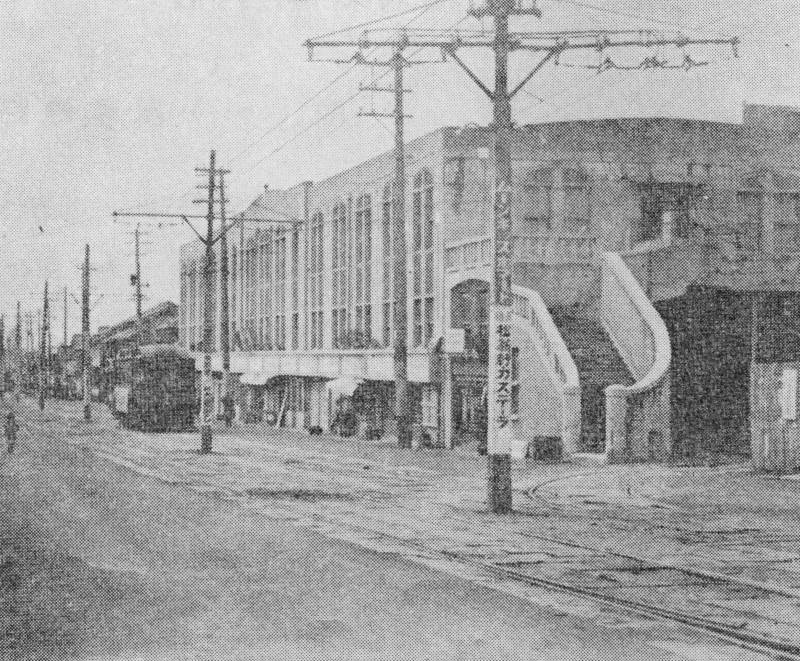
昭和初期的馬町車廠

此站曾經設有長崎電軌的車廠，名為馬町車廠。車廠在1922年開設，當時設有3條側線，可容納20架車輛。車廠建築物當時為一座兩層高西式建築築，二樓為租務部，面向街道一方為供出租的商店。後來在1934年，隨著大橋車廠完成而把此車廠關閉，長崎電軌的總部事務所進行改裝。車廠遺址變成了出來大工町的ENEOS馬町加油站。

## 使用狀況
根據「長崎電軌」的調査，以下為1日的上下車人次資料。
- 1998年 - 5,316人[1]
- 2015年 - 3,500人[15]

## 巴士路線
縣營巴士、長崎巴士 諏訪神社前巴士站

## 電車站周邊
- 諏訪神社
- 長崎縣道235號昭和馬町線（日语：長崎県道235号昭和馬町線）
- 長崎大學片淵校園（經濟學部）
- 濟生會長崎醫院（日语：済生会長崎病院）
- 長崎公園
- 新大工商店街

## 相鄰電車站
長崎電氣軌道
螢茶屋支線（□2號系統、■3號系統、■4號系統、■5號系統）
市役所（38）－諏訪神社（39）－新大工町（40）

## 注腳